# کارل پنجم
کارل پنجم (آلمانی: Karl V) یا شارلکن (فرانسوی: Charles Quint‎ به معنی «شارل پنجم») (زادهٔ ۲۴ فوریهٔ ۱۵۰۰ — درگذشتهٔ ۲۱ سپتامبر ۱۵۵۸) امپراتور مقدس روم (از ۱۵۱۹ تا ۱۵۵۶)، پادشاه اسپانیا (با عنوان کارلوس یکم)؛ از ۱۵۱۶ تا ۱۵۵۶)، و آرشیدوک اتریش (از ۱۵۱۹ تا ۱۵۲۱) پسر فلیپ زیبا بود.
شارلکن میراث خوار سه پادشاهی در اروپا بود. یکی امپراتوری اسپانیا (و همه مستعمرات آن در قاره آمریکا) که پس از ازدواج فردیناند و ایزابلا، پادشاهی متحد این کشور به دخترشان خوآنا رسید. خوآنا با فیلیپ فرزند ماکسیمیلیان یکم، امپراتور مقدس روم و ولیعهد امپراتوری مقدس روم (آلمان) از دودمان هابسبورگ ازدواج کرد ولی با درگذشت فیلیپ و دیوانه شدن خوآنا، پادشاهی امپراتوری مقدس روم و اسپانیا هر دو به پسرشان کارل رسید. کارل از طریق پدر و مادر سرزمین‌هایی در هلند هابسبورگ و ایتالیا را نیز ارث برده بود. او سپس به عنوان امپراتور مقدس روم برگزیده شد و به مهمترین پادشاه اروپا تبدیل شد و تنها با فرانسه رودر رو بود و از این جهت با فرانسوای یکم پادشاه فرانسه که شوهرخواهرش نیز بود، بیش از سی سال در جنگ بود. شارلکن در ۱۵۲۲ اتریش، بوهم و مجارستان را به برادرش فردیناند یکم بخشید و وی را به عنوان نایب السلطنه این سرزمین‌ها منصوب کرد.
قلمروی شارلکن مدام از سوی عثمانی‌ها مورد حمله و تهدید قرار داشت و حتی پایتخت امپراتوری مقدس روم، وین، در ۱۵۲۹ به محاصره درآمد. او در سال ۱۵۳۲ با ترکان عثمانی و در سال ۱۵۳۵ با تونس جنگید، در سال ۱۵۴۱ به الجزایر لشکر کشید و ناکام شد. در سال ۱۵۵۵ پادشاهی شارلکن چنان ضعیف شده بود که مجبور به قبول صلح آوگسبورگ شد و به موجب آن آزادی مذهب را برای پیروان مارتین لوتر در آلمان به رسمیت شناخت.
در زمان شارلکن بین او و شاه اسماعیل صفوی اتحادی علیه امپراتوری عثمانی شکل گرفت که به اتحاد ایران-هابسبورگ مشهور است.
او در اواخر عمر به اشتباهاتش پی برد. در سال ۱۵۵۵ از سلطنت کناره گرفت و باقی قلمرو خود را به پسرش فیلیپ دوم داده و در دیری در اسپانیا انزوا گزید و سه سال بعد در همان‌جا درگذشت.

## جهان در روزگار کارل پنجم
دوران زندگی کارل پنجم (از ۱۵۰۰ تا ۱۵۵۸) با اوج رنسانس، اصلاحات پروتستانی، و آغاز اصلاحات کاتولیک مقارن بود.
او معاصر شهریاران ملت‌ساز دیگر چون فرانسوای اول فرانسه، هنری هشتم انگلستان، سلیمان قانونی عثمانی، و اسماعیل یکم ایران بود.

## کودکی تا امپراتوری

### تولد و نسب

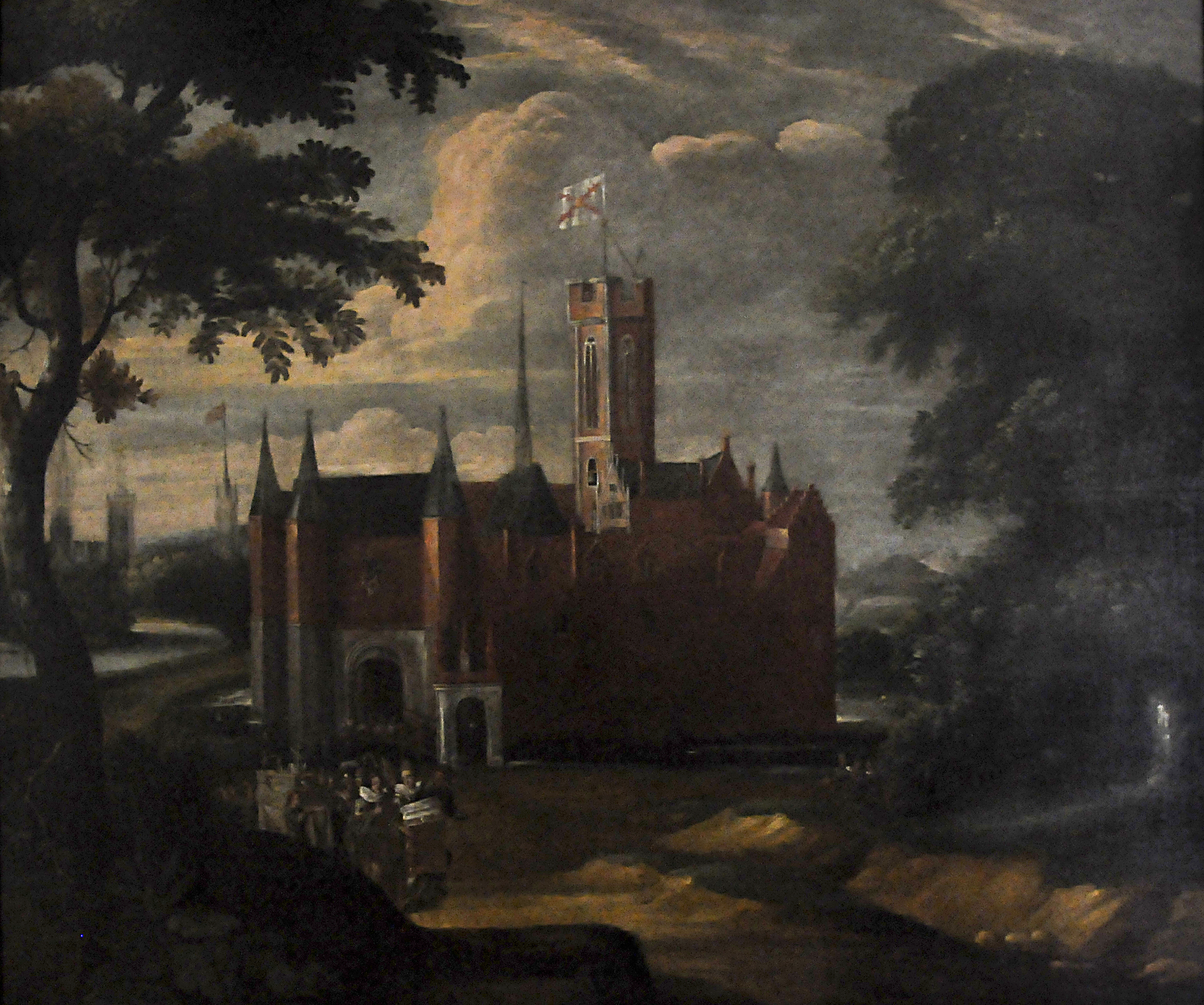
کارل در حال ترک پرینزهف برای انجام غسل تعمیدی—نقاشی از مجموعه موزه شهر خنت

کارل در روز بیست و چهارم فوریهٔ ۱۵۰۰ میلادی در عمارت پرینزهف در خنت (واقع در بلژیک امروزی) به دنیا آمد. او اولین پسر فیلیپ زیبا، شاه کاستیل، و خوانای دیوانه بود. فیلیپ زیبا خود فرزند ماکسیمیلیان یکم، امپراتور مقدس روم، و ماری دوشس بورگوندی بود و بر سرزمین‌هایی که از مادرش به ارث برده بود فرمان می‌راند. فیلیپ که در زمان تولدِ کارل ۲۲ سال داشت امیدوار بود که پس از مرگ پدرش عنوان امپراتور مقدس روم را تصاحب کند.
خوانا، مادر کارل، نیز در زمان تولدِ پسرش ۲۱ سال داشت. والدین او، ایزابلای کاتولیک شهبانوی کاستیل و فردیناند کاتولیک، شاه آراگون، توانسته بودند با فتح غرناطه،
اخراج یهودیان و مسلمانان از شبه‌جزیره ایبری،
و کشف اتفاقی قارهٔ آمریکا با حمایت مالی از کریستف کلمب، اسپانیایی واحد را پایه‌گذاری کنند. خوانا به شکلی تصادفی و پس از مرگ ناگهانی برادرش خوان در سال ۱۴۹۷، خواهر بزرگش ایزابلای آراگون در سال ۱۴۹۸، و خواهرزاده‌اش میگل دا پاز در ژوئیه ۱۵۰۰ (تنها چند ماه پس از تولد کارل) ولیعهد کاستیل شد.
ایزابلای کاتولیک در سال ۱۵۰۴ درگذشت و خوانا فرمانروای کاستیل شد. جنگ قدرتی بین پدر خوانا فردیناند کاتولیک و همسرش فیلیپ زیبا درگرفت و هر دو به نام خود و خوانا سکه ضرب کردند. در این میان خبرهای مبنی بر دیوانه بودن خوانا در سراسر پادشاهی پخش شد. خوانا اتهام دیوانگی را رد کرد و در نامه‌ای نوشت که تنها «کمی حسود است و آن را از مادرش به ارث برده.» در نهایت فیلیپ و فردیناند به توافق رسیدند و با امضای معاهده‌ای خوانا را دیوانه اعلام کردند و فردیناند پذیرفت که فیلیپ به عنوان نایب‌السلطنهٔ خوانا به حکومت اسپانیا برسد. حکومت فیلیپ زیبا بر کاستیل دیر نپایید و او در ۲۵ سپتامبر ۱۵۰۶ به ناگاه در ۲۸ سالگی درگذشت. خوانا نمی‌توانست و خود نیز نمی‌خواست که به تنهایی بر کاستیل حکومت کند. او را به قلعهٔ تردسییاس فرستادند و او تا زمان مرگش در سال ۱۵۵۵ (شش سال پیش از مرگ پسرش کارل) در آن‌جا ماند. فردیناند کاتولیک به عنوان نایب‌السلطنهٔ دخترش کنترل اسپانیا را در دست گرفت.

### دوک بورگوندی

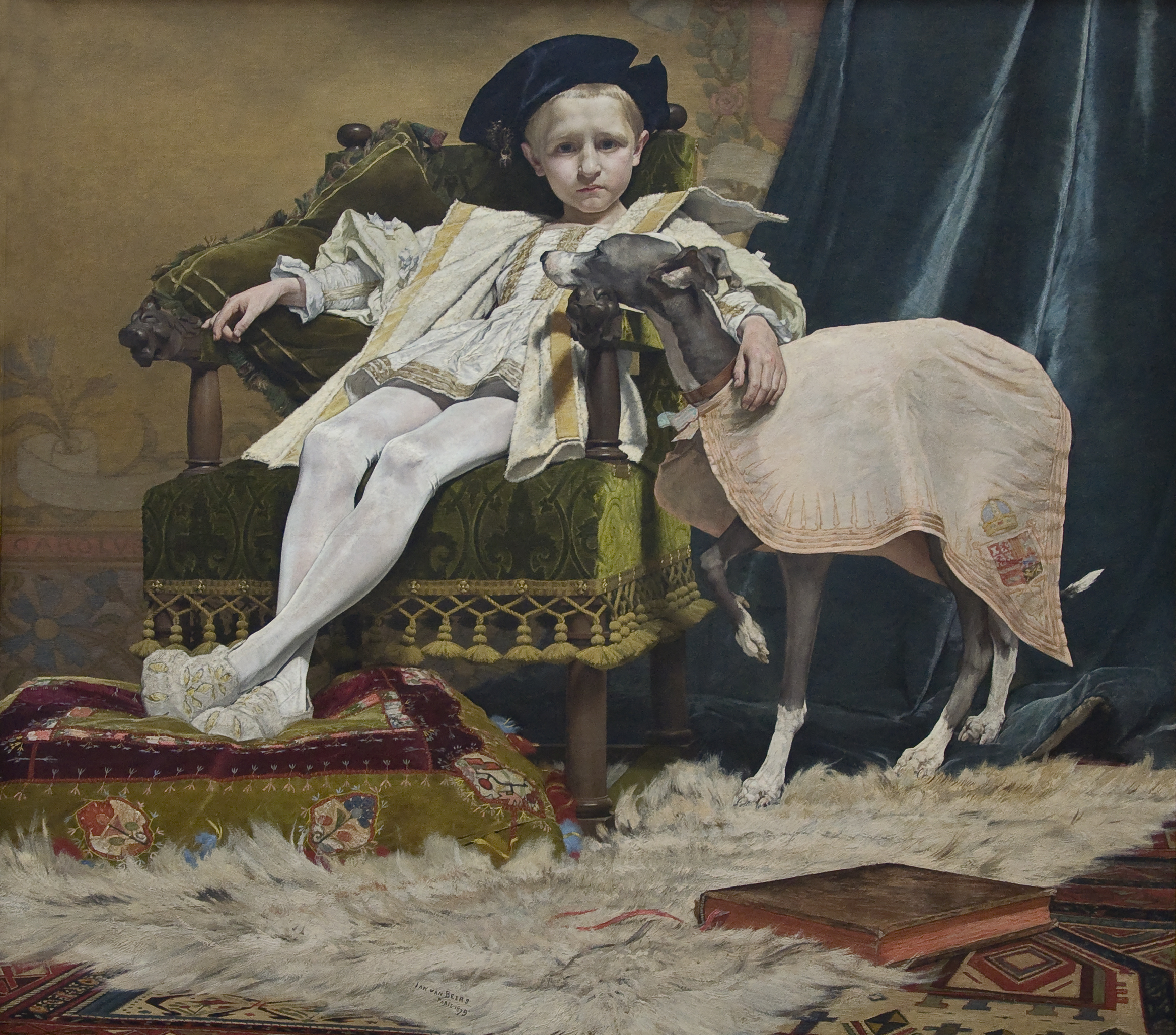
طرح تصور شده از کارل در کودکی

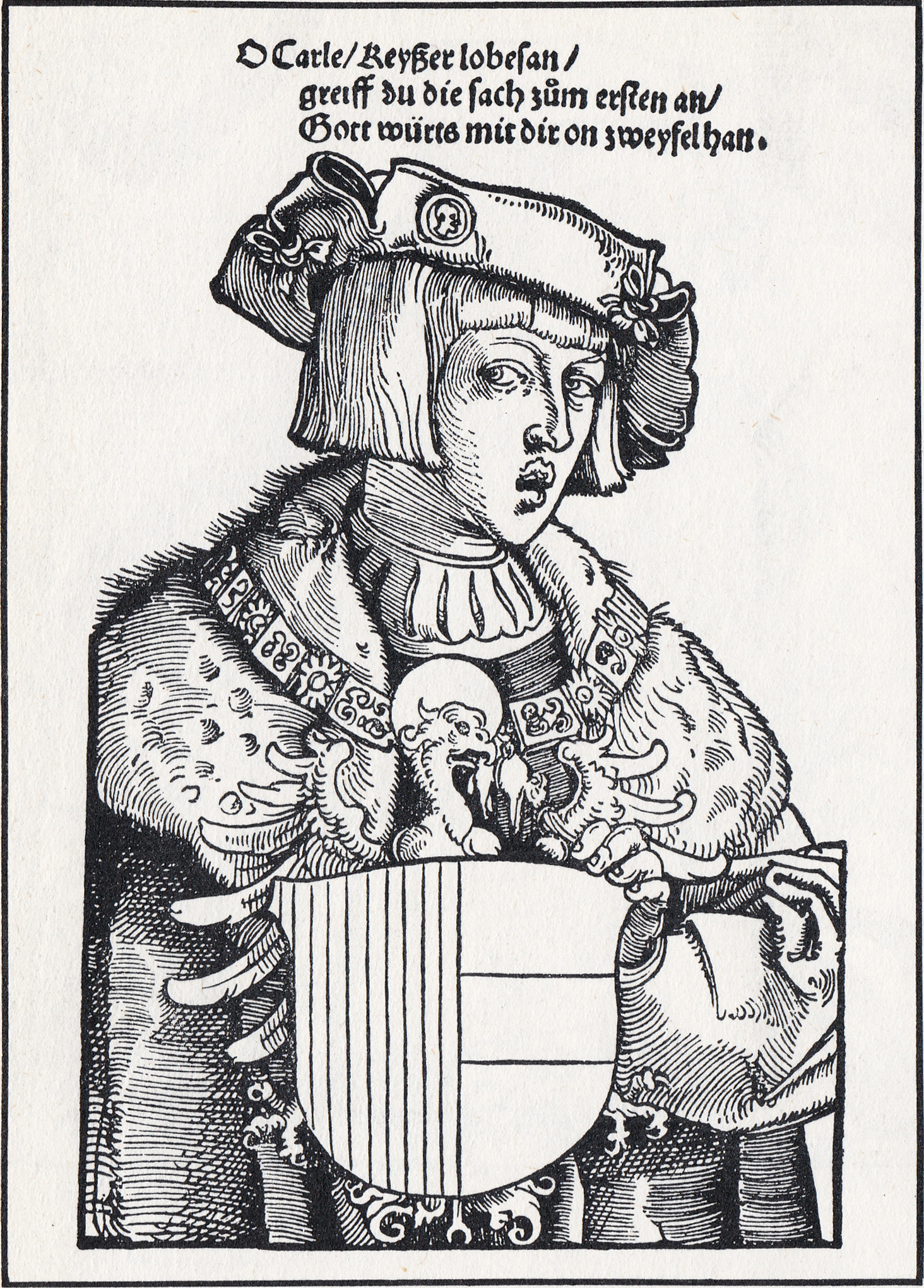
پرتره‌ای از کارل در پانزده سالگی

در این میان کارلِ شش‌ساله در کشورهای سفلی (هلند و بلژیک امروزی) ماند و به عنوان دوک بورگوندی، خراج‌گزار پدربزرگش ماکسیمیلیان یکم، امپراتور مقدس روم، و تحت نایب‌السلطنگی عمه‌اش مارگارت آستوریاس به حکومت پرداخت.
آموزگار او آدریان اوترخت (پاپ آدریان ششم آینده) به او آموزه‌های دینی و اصول کشورداری را آموخت ولی نتوانست او را به مباحث علمی علاقه‌مند سازد.
کارل، بر خلاف پدرش، از وجاهت و جمال چندانی بهره‌مند نبود و قامتی متوسط، چهره‌ای رنگ‌پریده، و چانهای بسیار زمخت (احتمالاً در اثر پیش‌آمدگی آرواره) داشت؛ با این حال شکار و مسابقه و تمرین رزمی را به کتاب خواندن ترجیح می‌داد.
سیاست‌های نایب‌السلطنهٔ کارل، مارگارت آستوریاس، بر مداومت قهرآمیز منافع دودمان هابسبورگ و دشمنی با پادشاهی فرانسه استوار بود. این مسئله منافع اشراف بورگوندی را به خطر می‌انداخت، چرا که صلح با فرانسه برای حفظ ثروت و اموالشان ضروری بود. مؤثرترین پشتیبان منافع اشرافِ بورگوندی در حلقهٔ نزدیکان کارل، مشاور او ویلیام دی کروی، لردِ شیوِر، بود. ویلیام دی کروی می‌خواست روابط با فرانسه را بهبود بخشد، و این امر او را در عناد مستمر با نایب‌السلطنه، مارگارت، قرار می‌داد.
در نهایت ویلیام دی کروی موفق شد کارل را علیه عمه‌اش متقاعد سازد. کارل در سال ۱۵۱۵ خود را «بالغ» اعلام کرد و مارگارت آستوریاس را از نایب‌السلطنگی برکنار ساخت. ماکسیمیلیان یکم، امپراتور مقدس روم و پدربزرگ کارل، در ازای دریافت ۱۴۰۰۰۰ فلورین به این امر رضایت داد.

### پادشاه اسپانیا

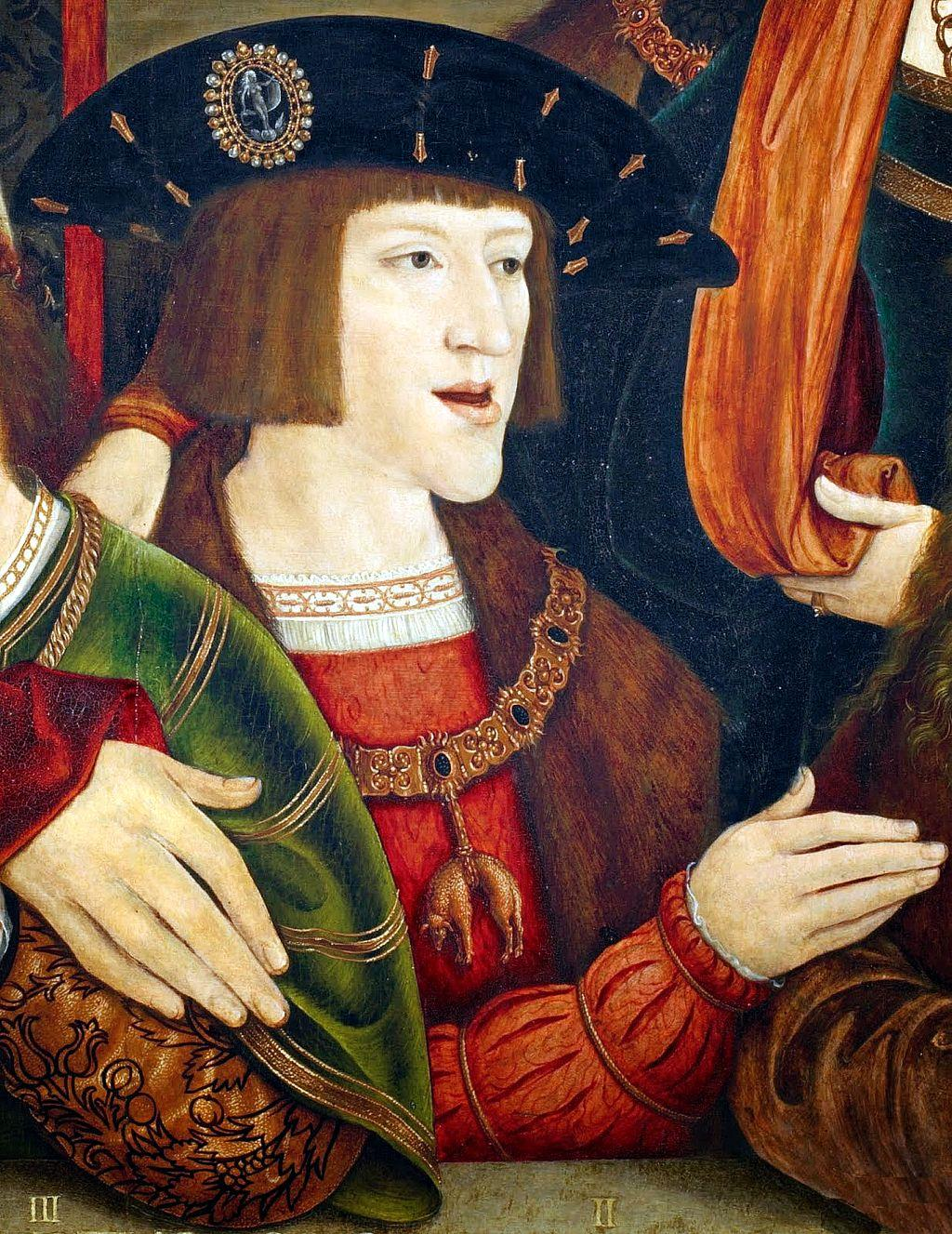
پرتره‌ای از کارل در شانزده سالگی

فردیناند کاتولیک، که سال‌ها کوشیده بود تا از سلطهٔ دودمان هابسبورگ بر اسپانیا جلوگیری کند، در ۲۳ ژانویه ۱۵۱۶ درگذشت. کارلِ شانزده‌ساله به عنوان نائب‌السلطنه مادرش، خوانای دیوانه، کنترل کاستیل و لئون و آراگون را در دست گرفت. فردیناند در وصیت‌نامهاش نوشته بود که کنترل مستقیم کاستیل باید به کف کاردینال فرانسیسکو خیمنز دی سیسنروس، از منتفذترین مشاوران او و ایزابلا، سپرده شود؛ ولی مخالفان کاستیلیِ فردیناند، که در زمان زنده بودنش به بروکسل گریخته بودند، موفق شدند وصیت‌نامهٔ او را باطل کنند و در ۱۴ مارس ۱۵۱۶ کارل را به عنوان پادشاه کاستیل به رسمیت شناختند. پدربزرگ کارل ماکسیمیلیان یکم و پاپ لئون دهم هم از انتخاب کارل به پادشاهی حمایت کردند. کارل در پاییز سال ۱۵۱۷ برای اولین بار از کشورهای سفلی خارج شد و با همراهی ویلیام دی کروی و دیگر نزدیکانش در بورگوندی عازم اسپانیا شد.
کارل در اسپانیا از خود اراده‌ای استوار به نمایش گذاشت و پیشنهاد خانواده‌اش را مبنی بر اینکه حکومت هلند یا اسپانیا را به برادر کوچکترش فردیناند—که او را اولین بار در همین سفر ملاقات کرده بود— بدهد قاطعانه رد کرد. کورتس کاستیل در ۱۵۱۸ او را به عنوان پادشاه اسپانیا به رسمیت شناخت و چند ماه بعد کورتس آراگون نیز همین کار را کرد. با این حال حکومت بر اسپانیا با حکومت در بورگوندی فرق داشت. کارل هنوز زبان اسپانیایی را صحبت نمی‌کرد و حضور درباریان بورگوندی در حلقهٔ نزدیکانش مایهٔ وهن اسپانیایی‌ها بود. فرمان‌های کارل در بورگوندی به سرعت و با رضایت خاطر اطاعت می‌شد، ولی اسپانیایی‌ها کارل را خارجی می‌دانستند و منتظر فرصتی بودند تا علیه او شورش کنند. همچنین نارضایتی عمومی بین مردم کاستیل از سیاست‌های ایزابلا و فردیناند کاتولیک، و همچنین فروپاشی نسبی حکومت در جنگ قدرت بین فردیناند و فیلیپ زیبا به تنش‌ها دامن می‌زد. ویلیام دی کروی هم به تنش‌ها و حساسیت اسپانیایی‌ها توجهی نداشت و سرگرم جمع‌آوری ثروتی برای خودش و حلقهٔ بورگوندی‌های اطرافش از خزانهٔ اسپانیا بود.
کارل دو و نیم سال در اسپانیا ماند و آداب و زبان اسپانیایی را آموخت. با مرگ پدربزرگش ماکسیمیلیان یکم، امپراتور مقدس روم در ۲۲ ژانویه ۱۵۱۹، کارل اسپانیا را تحت نایب‌السلطنگی آموزگارش آدریان رها کرد و خودش را برای تصاحب عنوان امپراتور مقدس روم به آلمان رساند. آدریان که اهل اوترخت هلند بود نیز بین اسپانیایی‌ها مقبولیت نداشت. به محض که کارل از اسپانیا به سوی آلمان حرکت کرد چندین ایالت اسپانیا علیه حکومت کارل شورش کردند.

### امپراتور مقدس روم
امپراتور مقدس روم توسط شورای هفت نفرهٔ امرای انتخابگر برگزیده می‌شد. کارل به راحتی توانست برادرش فردیناند را از روند انتخابی حذف کند، سپس از راه دریایی به سمت آلمان رفت و در بین راه با شوهر خاله‌اش، پادشاه انگلیس هنری هشتم، ملاقات کرد تا او را از نامزد شدن برای عنوان امپراتوری مقدس روم منصرف کند و حمایتش را برای نامزدی خودش بدست آورد. با این همه خزانهٔ خالی هنری به این معنا بود که او شانسی برای انتخاب شدن ندارد. رقیب اصلی کارل برای کسب عنوان امپراتوری فرانسوای اول پادشاه فرانسه بود که حمایت پاپ لئون دهم را هم داشت. فرانسوا و کارل هر دو قول رشوه‌های سنگینی به هفت انتخاب‌گر دادند ولی در نهایت کارل توانست با کمک خانوادهٔ بانکدار فوگر رشوهٔ بیشتری بدهد و در ۲۸ ژوئن ۱۵۱۹ در آخن به امپراتوری مقدس روم برگزیده شد. هزینه نهایی کمپین کارل ۸۳۵۰۰۰ فلورین بود که ۳۳۲۰۰۰ فلورین آن به صورت رشوهٔ مستقیم به امرای انتخابگر پرداخت شده بود. ۵۴۲۰۰۰ فلورین از این مبلغ (۶۵٪ آن) را خانوادهٔ بانکدار فوگر تهیه کرده بود؛ این امر باعث آغاز رابطهٔ بلندمدت کارل با این خانواده شد که بعدها به یکی از بنیان‌های قدرت او مبدل گشت.

## مشکلات بنیادین
ریشهٔ مشکلات حکومت کارل در ناهمسانی منافعی بود که با جمع غیرطبیعی سرزمین‌ها و اقوام ناهمگون و ناساز به وجود آمده بود. منافع قلمروهایی که به کارل ارث رسید هر یک ساختار داخلی، منافع، و سیاست خارجی خاص خود را داشتند که به رشد مخالفت‌ها با او دامن می‌زد.
به عنوان یک شهریار اتریشی، کارل جنگ دائم با ترکان عثمانی در مجارستان و بالکان را به ارث برد.
به عنوان امپراتور، او مستقیماً مسئول حفاظت از قدرت امپراتوری در برابر امرای آلمانی که تا حدی خودمختاری داشتند. او همچنین باید از متصرفات امپراتوری در شمال ایتالیا که از سوی فرانسه تهدید می‌شدند محافظت می‌کرد. در برابر مسئولیت‌های دشوار امپراتور مقدس روم، قدرت چندانی به او داده نشده بود و هر گونه استفاده از منابع نظامی و اقتصادی سرزمین‌های آلمانی باید اول در روندهای بغرنج دیت امپراتوری تصویب می‌شد. همچنین رشد لوتریانیسم مشکلات او را پیچیده‌تر می‌کرد.
به عنوان شاه آراگون، کارل پادشاه شش کشور مختلف آراگون، والنسیا، و کاتالونیا، ناپل، سیسیل، و ساردنی بود که هر یک مجلس قانون‌گذاری مستقل خود را داشتند. او همچنین باید حافظ منافع بازرگانی آراگونی‌ها در جنوب ایتالیا و حوزهٔ مدیترانه بود.
کاستیلی‌ها از او انتظار داشتند که به مسلمانان شمال آفریقا حمله کند و خطر آنها را رفع نماید. ادارهٔ متصرفات پهناور کاستیلی در آمریکای جنوبی و سرزمین‌های تازه فتح‌شدهٔ قرناطه و نابارا نیز مشکلات خاص خود را به همراه داشت.
استان‌های هلندی هر یک حکومت خاص خود را داشتند و بورگوندی‌ها از او انتظار داشتند صلح با فرانسه و انگلستان را—که برای منافع بازرگانی آن‌ها حیاتی بود—محافظت نماید. یکپارچه کردن همهٔ این انتظارها و منفعت‌ها در قالب یک سیاست جامع برای امپراتوری کاری ناممکن بود.
در ۱۵۲۱ کارل خود را از مسئولیت اداره شهریارنشین‌های آلمانی رها کرد و ادارهٔ آنها به همراه دوک‌نشین ووتنبرگ به برادرش فردیناند سپرد.

## حکومت

### مجلس ورمس
نخستین چالش کارل مقابله با اصلاح‌گر دینی مارتین لوتر بود. او به این منظور نخستین دیت امپراتوریش را در ۲۵ ژانویه ۱۵۲۱ در شهر ورمس (که در آن زمان یک شهر آزاد امپراتوری بود) تشکیل داد و مارتین لوتر را احضار کرد تا از آرای خودش دفاع کند.
پس از اینکه لوتر حاضر نشد نوشته‌های خود را پس بگیرد و مجلس را ترک کرد، کارل فرمان ورمس را صادر کرد و در آن تعالیم لوتر را رد کرد و عملاً علیه اصلاحات پروتستانی اعلان جنگ کرد. با این حال کارل پس از مجلس ورمس سیاست اعتدال‌گرایی و مدارا را با لوتر و پیروانش در پیش گرفت.

### درگیری با فرانسه
پهناوری امپراتوری کارل، که گفته می‌شد خورشید در آن هرگز غروب نمی‌کند، باعث شد که بیشتر دوران حکومت او به جنگ در گوشه‌های این امپراتوری بگذرد.
خطرناک‌ترین دشمن کارل پادشاهی فرانسه تحت حکومت فرانسوای اول و بعدها آنری دوم بود که با دودمان هابسبورگ در ستیز بر سر هژمونی در اروپای غربی داشت. فرانسه از اواخر قرن پانزدهم سعی داشت که در شمال ایتالیا پایگاهی پیدا کند، امری که با فتح میلان از سوی فرانسوای اول در جریان نبرد مارینیانو در سال ۱۵۱۵ محقق شد. در عهدنامه نوایون دوک میلان ماسیمیلیانو سفورزا ادعایش بر میلان را رها کرد. بعد از آن فرانسوا به آلزاس هم حمله کرد.
مجموعه‌ای از جنگ‌های بین هابسبورگ و فرانسه (که از سلف کارل، ماکسیمیلیان یکم به او به ارث رسیده بود) در سال ۱۵۲۱ با حمله فرانسوا به لمباردی آغاز شد. این جنگ با پیروزی قاطعانه کارل همراه بود. فرانسوا در نزدیکی پاویا به اسارت درآمد و مجبور شد معاهدهٔ صلح مادرید که نفع کارل نوشته شده بود را امضا کند. کارل فرانسوا را آزاد کرد.
با این حال سال بعد فرانسوا دوباره با حمایت پاپ کلمنت هفتم و شهریاران ایتالیایی (موسوم به اتحاد کنیاک) به کارل حمله کرد؛ ولی کارل در این جنگ هم (که به جنگ اتحاد کنیاک موسوم است) پیروز شد. در سال ۱۵۲۷ ارتش کارل (که بیشتر از نیروهای پروتستان تشکیل شده بود رم را فتح کرد و دست به غارت این شهر زد. فتح رم در سال ۱۵۲۷ نماد پایان تسلط کلیسای کاتولیک بر اروپا شناخته می‌شد.
کارل در ۱۵۲۹ هم میلان را پس گرفت. معاهده کامبرای در اوت ۱۵۲۹ تسلط کارل بر ایتالیا را تضمین کرد.
این معاهده، که به «صلح خانم‌ها» موسوم است، به ابتکار مادر فرانسوای اول و عمهٔ کارل مارگارت آستوریاس صورت گرفت و در نتیجهٔ آن بر حفظ وضع موجود تأکید شد: کارل از ادعایش بر بورگوندی و فرانسوا از ادعایش بر میلان و ناپل چشم پوشید و پاپ عنوان امپراتوری مقدس روم را برای کارل تصدیق کرد و در فوریهٔ ۱۵۳۰ در بولونیا تاج امپراتوری را بر سر کارل گذاشت. این آخرین باری بود که تاجگذاری یک امپراتور مقدس روم به دست یک پاپ انجام می‌شد.
در ۱۵۳۵، در حالی که کارل به شمال آفریقا اردوکشی کرده بود، فرانسوا به ساووی حمله کرد و تورین را به تصرف درآورد. کارل از آفریقا به ناپل رفت و در ۱۵۳۶ وارد رم شد و در سخنرانی معروفی در برابر پاپ پل سوم و مجمع مقدس کاردینال‌ها فرانسوا، پادشاه فرانسه، را به نبرد تن‌به‌تن فراخواند. فرانسه این دعوت را رد کرد و کارل در پاسخ به پروانس اردو کشید که ناموفق بود. درنهایت با میانجی‌گری پاپ صلح آتش‌بس نیس در ۱۸ ژوئن ۱۵۳۸ امضا شد.

### درگیری با ترکان عثمانی
همزمان با پیروزی‌های کارل در ایتالیا، موقعیت او در قلب اروپا دچار تزلزل بود.
مهم‌ترین مشکل کارل پیشروی دائم ترکان عثمانی در مجارستان بود.
با تاجگذاری سلیمان قانونی در ۱۵۲۰، فشار ترکان عثمانی به دودمان هابسبورگ افزایش یافته بود.
در ۱۵۲۹ آنها حتی به دروازه‌های وین رسیدند.
بیشتر مسئولیت جنگ با عثمانی به گردن برادر کارل، فردیناند بود.
لایوش دوم، پادشاه مجارستان، بوهم و کرواسی، در اوت ۱۵۲۶ در نبرد موهاچ شکست خورد و کشته شد و از آنجایی که فرزندی نداشت تاج‌وتختش به فردیناند رسید.
با اینکه کارل می‌دانست نخستین وظیفه‌اش به عنوان امپراتور جهان مسیحیت مقابله با حملات ترکان مسلمان است، ولی چنان در امور اروپای غربی درگیر شده بود که وقت، انرژی، و منابع مالی لازم برای مقابله با ترکان عثمانی را نداشت.

#### اردوکشی به شمال آفریقا
اردوکشی کارل به شمال آفریقا هم به آن منظور بود که به سودای پدربزرگش فردیناند کاتولیک جامهٔ عمل بپوشاند و هم اینکه نیروهای عثمانی را (که روی زمین نتوانسته بود به ایشان ضربه‌ای وارد آورد) را در دریا تضعیف کند. با این‌حال تصرف حلق الوادی (در تونس امروزی) در ١۵۳۵ نتوانست از قدرت نیروهای سلیمان قانونی بکاهد و سلطهٔ دریاسالار عثمانی بارباروس خیرالدین پاشا در مدیترانه را پایان دهد.

### ناآرامی در آلمان

پرتره اسب‌سوار شارلکن اثر تیسین برای بزرگداشت پیروزی کارل پنجم در مولبرگ

دوری کارل از قلب اروپا بین سال‌های ۱۵۲۱ تا ۱۵۲۹ به امرای آلمانیِ مخالف هابسبورگ میدانی داد تا به مخالفتشان با امپراتور استحکام بخشند.
گرچه این امرا چندان به مسائل عقیدتی علاقه‌مند نبودند، با این حال از مسائل دینی استفاده کردند تا با امپراتور به هم بزنند.
در ۱۵۲۶ کارل به برادرش فردیناند دستور داد که اقتدار او در زمینهٔ اعتقادی را بیان کند، ولی فریدیناند که درگیر حملهٔ ترکان عثمانی بود تا زمانی که مجمعی عمومی برای تصمیم‌گیری تشکیل شود حل اختلاف را به خود امرا سپرد.
در ۱۵۲۹ کارل در دیت اسپیر بر موضع سخت خود پافشاری نمود، ولی تنها اثر آن این بود که مخالفان اعتراض کردند.
در دیت آوگسبورگ هم امپراتور و هم پروتستان‌ها حاضر به مذاکره و سازش بودند، ولی نتیجه‌ای حاصل نشد.
با این حال به خاطر جنگ با ترکان عثمانی کارل نمی‌توانست از زور علیه پروتستان‌های استفاده کند.
او سعی کرد پاپ را راضی کند تا یک مجمع عمومی برای رسیدگی به این اختلافات برگزار شود و همزمان تلاش کرد حمایت آلمانی‌های پروتستان علیه اسلام در مجارستان و شمال آفریقا کسب کند.
در دهه ۱۵۳۰ اوضاع کارل در آلمان بهبودی نیافت.
پس از آنکه هنری هشتم در سال ۱۵۳۳ خاله کارل یعنی کاترین را طلاق داد و از کلیسای کاتولیک اخراج شد (و این سرآغاز کلیسای انگلیکان بود) کارل نیز حمایت هنری هشتم را از دست داد.
در آلمان، امرای پروتستان به رهبری فیلیپ هس با فرانسه متحد شدند تا جنگ جدیدی را علیه کارل آغاز نمایند که از ۱۵۳۶ تا ۱۵۳۸ طول کشید.
اصرار کارل بر امپریالیسم نیز بین او و برادرش فردیناند اختلاف انداخت.
کارل در سال ۱۵۳۱ ترتیبی داده بود که فردیناند بعد از او امپراتور مقدس روم شود، ولی بعدها تلاش کرد که این عنوان به پسرش فیلیپ برسد که این خود موجب دلخوری فردیناند شد.

## ازدواج و کودکان
کارل در ۱۵۲۶ با ایزابلای دختر مانوئل اول پرتغال (که در ۱۵۲۱ درگذشته بود) ازدواج کرد.
در ۱۵۲۷ آنها صاحب پسری شدند که اسمش را فیلیپ (بعدها فیلیپ دوم اسپانیا) گذاشتند. پیش از ازدواج کارل صاحب دو فرزند غیرمشروع نیز شده بود. مارگارتا (بعدها دوشس پاویا) و جان (بعدها پیروز لپانتو).

## کناره‌گیری و مرگ
از اکتبر ۱۵۵۵ تا ژانویه ۱۵۵۶، در میانهٔ جنگی دیگر با فرانسه، کارل تاج‌های متعددش را به دیگران واگذار نمود. او حکومت‌های ورشکستهٔ هلند و اسپانیا را به پسرش فلیپه دوم و اتریش و امپراتوری مقدس روم را به برادرش فردیناند بخشید.
پس از آن کارل هلند را ترک کرد و به اسپانیا رفت و در آنجا در صومعه یوسته گوشه‌گیری اختیار کرد و شکست رؤیایش در مورد اروپایی متحد تحت مذهب کاتولیک را نظاره‌گر شد.
کارل پنجم در نهایت در ۲۱ سپتامبر ۱۵۵۸ در نزدیکی صومعه یوسته درگذشت.

## یادداشت
1. ↑  نام در زبان‌های دیگر:
  - اسپانیایی: Carlos I‎
  - فرانسوی: Charles V‎
  - هلندی: Karel V
  - لاتین: Carolus V
  - کاتالونیایی: Carles I
  - کرواتی: Karlo V.
  - ایتالیایی: Carlo V
  - باسکی: Karlos I
  - چکی: Karel V.
  - لهستانی: Karol V
  - ترکی استانبولی: Şarlken
  - مجاری: V. Károly
2. ↑  فردیناند کاتولیک از اینکه ایزابلا حکومت کاستیل را به خوانا بخشیده بود خشنود نبود. پس از مرگ ایزابلا، فردیناند تلاش کرد تا کنترل کاستیل را در دست بگیرد، ولی اشراف اسپانیایی از این امر جلوگیری کردند.[۱۱] او سپس با ژرمن دو فوآ، دخترعمه پادشاه فرانسه لوئی دوازدهم، ازدواج کرد تا با اتحاد با فرانسه زمینهٔ حکومت بر اسپانیایی واحد را برای دودمان خودش فراهم کند؛ ولی از این ازدواج فرزندی حاصل نشد و در نهایت پس از مرگ فردیناند آراگون و متصرفاتش در ایتالیا نیز به کارل پنجم رسید.
3. ↑   برخی مورخان بر این باورند که خوانا دیوانه نبود و قربانی توطئه فلاندری‌هایی شد که می‌خواستند او را برکنار کنند و پسر خردسالش را به حکومت برسانند.[۱۳][۱۴] این نظریه شواهد تاریخی چندانی ندارد. مستنداتی که از رفتار خوانا در نهان و آشکار در دست است نشان می‌دهد که او به افسردگی حاد و احتمالاً اسکیزوفرنی مبتلا بوده‌است.[۱۵]
4. ↑  ماکسیمیلیان، پدر بزرگ فردیناند، و اولاسلوی دوم، پدر لایوش، در ۱۴۹۱ معاهده‌ای امضا کرده بودند که بقای تاج‌وتخت مجارستان و بوهم را در دودمان هابسبورگ تضمین می‌کرد.
5. ↑  این اعتراض کنندگان (آلمانی: Protestanten) بعدها نام خود را به جریان اصلاحات مذهبی (پروتستان) دادند.